# نووکولوندینکا
نووکولوندینکا (به لاتین: Novokulundinka) یک منطقهٔ مسکونی در روسیه است که در سرزمین آلتای واقع شده‌است.